# Нівелірна мережа
Нівелірна мережа (рос. нивелирная сеть, англ. levelling network; нім. Nivelliernetz n) – мережа пунктів на земній поверхні з відомими висотними відмітками. Слугує для вирішення науково-технічних завдань і обґрунтування топографічних зйомок. Висотні відмітки відраховуються в Балтійській системі висот від нуля Кронштадтського футштоку. Н.м. закріпляється на місцевості (через кожні 5 км по лініях нівелювання) постійними знаками, що встановлюються в ґрунті (реперами), або нівелірними марками. 